# Winterbrook
Winterbrook è un piccolo villaggio nella contea inglese dell'Oxfordshire, che confina con l'estremità meridionale di Wallingford e si trova sulla riva occidentale del Tamigi. Nel 1974 fu trasferito dal Berkshire. In questa città visse per alcuni anni e morì la scrittrice Agatha Christie.